# Xanthopimpla enderleini
Xanthopimpla enderleini är en stekelart som beskrevs av Krieger 1915. Xanthopimpla enderleini ingår i släktet Xanthopimpla och familjen brokparasitsteklar. Inga underarter finns listade i Catalogue of Life.